# Paronychia discoveryi
Paronychia discoveryi är en nejlikväxtart som beskrevs av Delaney. Paronychia discoveryi ingår i släktet prasselörter, och familjen nejlikväxter. Inga underarter finns listade i Catalogue of Life.